# Kanton Bourdeaux
Kanton Bourdeaux (fr. Canton de Bourdeaux) je francouzský kanton v departementu Drôme v regionu Rhône-Alpes. Skládá se z devíti obcí.

## Obce kantonu
- Bézaudun-sur-Bîne
- Bourdeaux
- Bouvières
- Crupies
- Félines-sur-Rimandoule
- Mornans
- Le Poët-Célard
- Les Tonils
- Truinas